# Bistritzer Deutsche Zeitung
Die Bistritzer Deutsche Zeitung war eine deutschsprachige Wochenzeitung, die von 1913 bis 1941 in Bistritz (rum. Bistrița, ung. Beszterce) in der Habsburgermonarchie im Königreich Ungarn und später im Königreich Rumänien erschienen ist. 

## Geschichte
Die zweimal wöchentlich erscheinende Zeitung, deren Untertitel sie als „Organ für völkische Interessen“ auswies, bot ihren Lesern politische Nachrichten aus dem In- und Ausland sowie Berichte über das Lokalgeschehen. Die Redaktionsleitung wurde anfangs von Hans Rührig, ab 1. Januar 1916 von Gustav Zikeli übernommen. Ende März 1916 wurde die Bistritzer Deutsche Zeitung mit der Bistritzer Wochenschrift vereinigt, 1919 ging in ihr das Sächsisch-Regener Wochenblatt auf. Im Rahmen der zunehmenden Gleichschaltung der siebenbürgisch-sächsischen Presse während des Zweiten Weltkrieges stellte die Zeitung am 17. Januar 1941 ihr Erscheinen ein.